# Redfall
Redfall — відеогра в жанрі шутера від першої особи, розроблена Arkane Austin і видана Bethesda Softworks. Сюжетна історія, що розгортається у вигаданому острівному місті Редфолл, Массачусетс, оповідає про групу із чотирьох протагоністів, які виявилися відрізаними від зовнішнього світу після того, як унаслідок невдалого наукового експерименту місто заполонили вампіри. Ігровий процес має управління від третьої особи, через яке гравці контролюють одного з протагоністів в однокористувацькому або кооперативному багатокористувацькому режимі для чотирьох осіб. Під час проходження гравці виконують різноманітні місії та поліпшують спорядження і здібності свого персонажа.
Розробкою керували креативні співдиректори Гарві Сміт і Рікардо Баре. Arkane прагнула відійти від своїх колишніх проєктів із гібридною лінійністю, тому створила Редфолл як сетинг із відкритим світом, водночас акцентувавши на кооперативному проходженні. У контексті наративу, гра зазнала впливу певних політичних подій і скандалів, що сталися в галузі охорони здоров'я. Студія використала ігровий рушій Unreal Engine 4 для розробки. Гра стала останнім проєктом Arkane Austin перед закриттям студії у травні 2024 року.
Redfall була випущена для Windows та Xbox Series X/S у травні 2023 року. Вона отримала неоднозначні відгуки. Хоча оглядачі схвально оцінили певні механіки ігрового процесу, вони розкритикували штучний інтелект, відкритий світ та багатокористувацький режим; деякі з них похвалили сетинг і художній дизайн, а також наративну складову. Крім того, критики зазначили наявність численних технічних і візуальних проблем.

## Ігровий процес
Redfall є відеогрою від першої особи в жанрі шутера, яка відбувається у відкритому місті Редфолл. У грі присутні четверо ігрових персонажів — Девіндер, Лейла, Ремі та Джейкоб — одного з яких гравці обирають на початку та контролюють протягом усієї гри. Гравці виконують місії, щоби просуватися сюжетною кампанією, та побічні квести, які можуть обирати на домашній базі. Під час проходження гравці б'ються з вампірами, які є головними ворогами, культистами та найманцями з Bellwether Security, використовуючи проти них як здібності персонажів, так і різноманітну зброю. Гравці мають можливість екіпірувати до трьох типів зброї, яка може бути доповнена модифікаторами, що підвищують її характеристики; зброя має кілька рангів рідкості. Щоби повністю подолати вампірів, гравці мусять використовувати спеціальну зброю, включно з ракетницями, пусковими установками з кілками та ультрафіолетовими променями. Гравці також можуть застосувати стелс для вбивств, тим самим уникаючи відкритого бою і завдаючи підвищеної шкоди противнику.
Кожен із персонажів має дерево для покращення пасивних та трьох унікальних навичок, а також загальні навички, як-от кількість аптечок тощо. За виконання ігрових активностей гравці здобувають різноманітний лут та очки досвіду для покращення навичок. Крім того, гравці отримують досвід, який підвищує рівень персонажа, аж до максимального 40 рівня. Гравці можуть взаємодіяти з дружніми неігровими персонажами, які можуть давати доручення, за виконання яких дається додатковий досвід чи нове спорядження. Редфолл поділено на райони, які контролюються вампірами. Після зачистки району гравцям стає доступним місцева безпечна зона, де вони можуть відремонтувати спорядження. Також у грі присутній добовий цикл, який впливає на такі аспекти ігрового процесу, як стелс та присутність певних ворогів. Гра передбачає однокористувацький режим і кооперативний багатокористувацький режим для чотирьох гравців.

## Синопсис
Після невдалого наукового експерименту вампіри заполонили та ізолювали від зовнішнього світу острівне місто Редфолл, Массачусетс. Опинившись у пастці всередині міста четверо людей, що вижили — Девіндер Крослі, криптозоолог і винахідник; Лейла Еллісон, студентка з телекінетичними здібностями; Ремі де ла Рос, воєнний інженер; і Джейкоб Боєр, шарпшутер із надприродними здібностями — мають подолати ворогів та вижити.

## Розробка

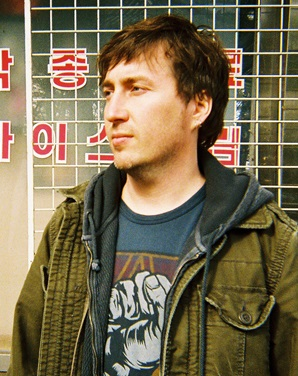
Гарві Сміт, співдиректор Redfall

Redfall була розроблена американським підрозділом Arkane Studios в Остіні, Техас; раніше підрозділ працював над Prey (2017). До команди розробників Redfall входили креативні співдиректори Гарві Сміт і Рікардо Баре, а також композитор Йоннік Бонтем. Розробка проєкту розпочалася у 2018 році та була ускладнена пандемією коронавірусної хвороби. Крім того, студія натрапила на деякі труднощі під час техаської енергетичної кризи у 2021 році. Згідно з Джейсоном Шраєром із Bloomberg News, студія також мала проблеми з напрямом проєкту і відчувала нестачу розробників на тлі залишення Arkane старими співробітниками, незважаючи на додаткову підтримку від Roundhouse Studios та інших аутсорсингових команд, включно з українською.
На відміну від попередніх ігор студії, розробники зробили менший акцент на розгалужених сюжетних лініях та не стали додавати альтернативних закінчень. Ігровий наратив був натхнений певними реальні події, як-от вихід Великої Британії з ЄС, обрання Дональда Трампа президентом США і скандали з компанією Theranos, Мартіном Шкрелі та сім'єю Саклерів. Студія обрала місто як головний сетинг, адже хотіла використати «звичний» ландшафт, водночас зробивши його опрацьованим та імерсивним. Редфолл є найбільшим із сетингів студії. Створюючи вампірів, студія провела дослідження різних матеріалів, присвячених вампірській тематиці, включно з такими класичними фільмами жахів, як «Носферату» (1922) і «Дракула» (1931), а також пізнішими картинами, як-от «Пропащі хлопці» (1987), «Інтерв'ю з вампіром» (1994), «30 днів ночі» (2007) та «Що ми робимо у тінях» (2014). Розробники прагнули надати вампірам вигляду «ідеалізованих хижаків», тоді як Сміт заявив, що вони символізують «0,01 % хижих людей, які вже мають усе, висмоктуючи життя з більшості людей у світі, навіть коли світ навколо них горить».
Для створення механіки стрільби студія консультувалася з експертами із шутерів від першої особи та іншими студіями Bethesda, включно з id Software, творцями серії Doom. Деякі елементи, як-от лут та місця появи ворогів, використовують процедурну генерацію. За словами Сміта, розробка гри була найскладнішою в історії студії, зокрема через імплементацію кооперативного багатокористувацького режиму. Його створення, включно з відкритим світом, було зумовлено втомленістю Arkane багаторічною працею над іграми серії Dishonored, однокористувацьких імерсивних симуляторів, що мають гібридну лінійність. Хоча студія акцентувала саме на багатокористувацькому режимі, Сміт підкреслив, що команда також приділила значну увагу однокористувацькому проходженню, яке він назвав «класичним». Редфолл спочатку мав більш відкритий світ, ніж у його фінальній версії. Розробники планували зробити управління в безпечних зонах міста від третьої особи, але відмовилися від цієї ідеї. Крім того, вони відхилили пропозицію виконавчих продюсерів щодо створення внутрішньоігрового магазину та мікротранзакцій на ранній стадії розробки; згідно з іншими повідомленнями, ці аспекти були прибрані лише у 2021 році. Команда вирішила не додавати транспортних засобів і компаньйонів зі штучним інтелектом, вважаючи, що пересування пішки сприяє створенню «інтимнішої» атмосфери під час проходження, а компаньйони негативно вплинуть на однокористувацький режим.
Студія використала ігровий рушій Unreal Engine 4 для розробки проєкту; Сміт заявив, що команда не мала достатньо часу для переходу на новітніший Unreal Engine 5. Redfall має підтримку масштабування зображення DLSS 3 від Nvidia, FSR 2.1 від AMD та XeSS від Intel. Arkane працювала над версією гри для PlayStation 5, але припинила її розробку після того, як Microsoft придбала ZeniMax Media, холдингову компанію Bethesda.

## Маркетинг й випуск
Redfall була анонсована 13 червня 2021 року під час спільної презентації Microsoft й Bethesda на виставці E3, де було представлено дебютний трейлер. У червні 2022 року було показано трейлер ігрового процесу. У січні 2023 року було представлене розширене відео ігрового процесу, а в березні показано сюжетний трейлер. У квітні було представлено фінальний трейлер, що містив кавер-версію пісні Soundgarden «Black Hole Sun». Гра була випущена 2 травня для Windows та Xbox Series X/S; раніше випуск було перенесено з 2022-го. Вона є консольним ексклюзивом Series X/S і стала доступною в сервісі за підпискою Xbox Game Pass в день випуску. Redfall отримала спеціальне видання Bite Back, яке надає внутрішньоігрові предмети, як-от костюми для персонажів і косметичні елементи для зброї; фізичне видання Bite Back містить стілбук із цифровим кодом для застосування в сервісі Steam. Передзамовлення надавало доступ до ексклюзивного набору зі зброєю. Хоча розробники планували розширяти Redfall через випуск завантажуваних вмістів, робота над контентом для гри була припинена після закриття Arkane Austin у травні 2024 року.

## Сприйняття
| Агрегатор  | Платформа | Оцінка |
| ---------- | --------- | ------ |
| Metacritic |           |        |
| Win        | 53/100    |        |
| XSXS       | 56/100    |        |
| OpenCritic |           |        |
| Н/Д        | 14 %      |        |

| Видання               | Платформа | Оцінка |
| --------------------- | --------- | ------ |
| Digital Trends        |           |        |
| XSXS                  | 2/5       |        |
| Game Informer         |           |        |
| Win                   | 5/10      |        |
| GameSpot              |           |        |
| XSXS                  | 4/10      |        |
| GamesRadar+           |           |        |
| Win                   | 2.5/5     |        |
| IGN                   |           |        |
| XSXS                  | 4/10      |        |
| NME                   |           |        |
| Win                   | 2/5       |        |
| PC Gamer (США)        |           |        |
| Win                   | 44/100    |        |
| PCGamesN              |           |        |
| Win                   | 7/10      |        |
| The Guardian          |           |        |
| XSXS                  | 2/5       |        |
| Video Games Chronicle |           |        |
| Win                   | 4/5       |        |
| VG247                 |           |        |
| Win                   | 3/5       |        |

Redfall отримала «змішані або середні» відгуки за даними агрегатора рецензій Metacritic. Агрегатор OpenCritic позначив 14 % оглядів як такі, що рекомендують гру. Оглядачі неоднозначно поставилися до ігрового процесу та наративної складової, тоді як деякі похвалили сетинг і художній дизайн. Томас Францезе з Digital Trends висловив думку, що гра не виділяється в жодному конкретному аспекті серед інших кооперативних проєктів. Сем Ловерідж із GamesRadar+ погодилася з ним і написала, що Redfall здається «поспішною, незавершеною та незадовільною». Марк Делейні з GameSpot заявив, що Arkane «скомпрометувала власну філософію дизайну» задля розробки кооперативної гри, хоча Ендрю Фаррелл із PCGamesN і Джеремі Піл із VG247 навпаки назвали її прийнятною. Водночас Піл назвав гру першим провалом Arkane, адже та «відчутно поступається» попереднім проєктам студії. Мо Мозуч з Inverse порівняв проходження з переглядом фільму категорії B, тоді як Алекс Ван Акен із Game Informer вважав Redfall втраченою можливістю, підсумуваши: «Як для гри про боротьбу з немертвими, Redfall відчувається бездушною у всіх хибних аспектах».
Джез Корден із Windows Central позитивно відгукнувся щодо освітлення, назвавши його ключовою особливістю римейку, і відзначив візуальну складову, особливо під час боїв із босами. Джейк Такер з NME похвалив атмосферу гри, порівнявши її з телесеріалом «Баффі — переможниця вампірів» (1997—2003), та дизайн зброї. Проте, він зауважив, що сетинг більше нагадує «факсиміле, аніж реальне місце», через брак можливості взаємодіяти з багатьма приміщеннями. Ван Акен із Game Informer написав, що попри наявність якісно створених локацій, більшість середовищ є «[такими, що] мало запам'ятовуються». Люк Рейлі з IGN назвав візуальне оформлення недопрацьованим, написавши, що Redfall схожа на гру для консолей восьмого покоління. Крім того, він розкритикував катсцени, порівнявши їх зі слайд-шоу, що надає Redfall відчуття «дешевизни». Ловерідж із GamesRadar+ висловила схожу думку, написавши, що катсцени виглядають як поєднання концепт-артів і ефекту Кена Бернса. Францезе з Digital Trends розкритикував дизайн рівнів і анімації персонажів інших гравців, а Бен Лайонс із Gamereactor назвав дизайн персонажів невиразним. Кілька оглядачив схвально відгукнулися щодо звукового дизайну.
Джордан Оломан із Video Games Chronicle (VGC) високо оцінив механіку стрільби, бої з босами, різноманітність зброї та побічні квести. Делейні з GameSpot похвалив здібності персонажів, але вважав зброю незбалансованою, а механіку стелсу «слаборозвиненою». Крім того, він розкритикував механіку луту, яку назвав «несправною і непотрібною». Рік Лейн із The Guardian написав, що здібності персонажів є обмеженими, і розкритикував відкритий світ. Тайлер Колп із PC Gamer також критично сприйняв відкритий світ, заявивши, що той «позбавлений смаку» і є «можливо, найпорожнішим [...] з тих, які я бачив». Такер з NME розкритикував структуру місій та систему інвентаризації предметів, назвавши її «млявою і дратівливою». Лайонс із Gamereactor критично відгукнувся стосовно системи прогресії, зауваживши відсутність контенту після проходження кампанії, й описав систему навігації як незручну та застарілу. На думку Францезе з Digital Trends, однокористувацький режим у Redfall має набагато менш опрацьований вигляд, аніж у минулих проєктах студії, хоча Крістіан Донлан з Eurogamer написав, що дістав найкращі враження саме під час проходження наодинці. Кілька оглядачів розкритикували штучний інтелект ворогів та багатокористувацький режим, тоді як Корден із Windows Central вважав акцент на кооперативній грі «нав'язливим [і] штучним».
Делейні з GameSpot, як і Ван Акен із Game Informer, похвалив персонажів, і написав, що сюжетна історія має цікаві моменти, але не справляє належного враження через одноманітність побічних квестів. Оломан із VGC заявив, що сюжет хоч і не настільки «заплутаний або загадковий», як у попередніх іграх Arkane, він є задовільним для кооперативного шутера. Водночас він дещо розкритикував повторюваність деяких діалогів. Корден із Windows Central позитивно відгукнувся стосовно сюжетної історії, але зауважив, що та не була повністю розкрита. Ловерідж із GamesRadar+ назвала сюжет «незвично млявим», тоді як неігрові персонажі здалися їй «апатичними». Францезе з Digital Trends відзначив сценарій до певних місій і назвав «винятковим» відображення наративу через оточення, як-от у щоденниках, а Такер з NME написав, що це найкращим чином відображає характерний стиль Arkane. Деякі оглядачі висловили сумніви щодо цього аспекту через його поєднання з кооперативним онлайн-режимом. Колп із PC Gamer порівняв такий підхід із тим, як «якби героя з Overwatch помістили в „Опівнічну месу“».
Критики повідомили про наявність численних технічних і візуальних проблем, включно зі збоями, відключенням від серверів, падінням частоти кадрів, а також різними глітчами. Делейні з GameSpot заявив, що «брак властивої Arkane витонченості бентежить. Наявність такої кількості багів просто образлива». Піл із VG247 написав, що не мав проблем із продуктивністю на потужному комп'ютері, у той час як Лайонс із Gamereactor заявив протележне, назвавши продуктивність «жахливою».